# Raixid Bakr
Al-Raixid al-Tahir Bakr Ekhaib (àrab: الرشيد الطاهر بكر, ar-Raxīd aṭ-Ṭāhir Bakr) (Krakoj, província del Nil Blau, 24 de juny de 1930 - 11 de març de 1988) va ser un polític sudanès. Va estudiar a l'escola primària elemental del seu lloc de naixement i després a Omdurman. Va ingressar a la facultat de dret de la Universitat de Khartum i es va diplomar com advocat.
Es va oposar al govern militar d'Ibrahim Abbud i fou jutjat passant cinc anys a la presó fins a la caiguda del règim. Després va treballar d'advocat i el maig de 1968 va entrar al gabinet de Muhammad Ahmad Mahgoub com a ministre d'obres públiques. Fou un dels civils que va donar suport al cop d'estat de Gaafar al-Nimeiry el 25 de maig de 1969 i el 1972 fou nomenat membre del buró polític de la Unió Socialista Sudanesa i secretari per l'agricultura. Després fou ambaixador. El juliol de 1976 Nimeiry va decidir cedir part del poder i va abandonar el càrrec de primer ministre, el de ministre de defensa i la direcció de la. L'11 d'agost de 1976 Rashid Bakr assolia les funcions de primer ministre i vicepresident tercer; la cartera de defensa i la secretaria general de la Unió Socialista Sudanesa van passar a Abul Qassim Muhammad Ibrahim que va esdevenir vicepresident primer (l'anterior vicepresident Abel Alier va passar a ser vicepresident segon).
El 19 de juliol Nimeiry va anunciar un projecte de reconciliació nacional i l'alliberament de centenars de presos polítics incloent al secretari general del Partit Comunista del Sudan. El 15 d'agost el primer ministre i tercer vicepresident al-Rashid al-Rashid Bakr, va abandonar el càrrec oficialment per motius de salut i va ser substituït pel mateix Nimeiry (10 de setembre) però amb el comandant Abul Qassim Muhammad Ibrahim (que era ministre de defensa, secretari general de la Unió Socialista Sudanesa i vicepresident primer del país) com a viceprimer ministre. Rashid Bakr va seguir com a vicepresident tercer i va passar a ministre d'afers exteriors al lloc de Mansur Khaled, considerat més pro-occidental. El 1979 va criticar la intervenció de Tanzània a Uganda en la reunió de la OUA a Monròvia (Libèria). Va deixar el càrrec l'1 de desembre de 1979 ocupant el seu lloc Mohammed Mirgani Mubarak.
El 1985 fou nomenat assessor presidencial per afers legals, però va exercir poc temps, ja que el règim fou deposat per un cop d'estat el 6 d'abril de 1985.